# Nancy Goes to Rio
Nancy Goes to Rio (Brasil: Romance Carioca / Portugal: Festa no Brasil) é um filme estadunidense de comédia musical de 1950, produzido por Joe Pasternak e dirigido por Robert Z. Leonard para a Metro-Goldwyn-Mayer.
O roteiro, escrito por Sidney Sheldon, é baseado em uma história de Jane Hall, Frederick Kohner e Ralph Block. O filme é uma refilmagem de Rival Sublime, que foi estrelado por Deanna Durbin em 1940, com Jane Powell no papel principal. A trama gira em torno de um mal-entendido relacionado a uma falsa gravidez da protagonista, transferindo a ação para o Rio de Janeiro, embora a maior parte das cenas tenha sido recriada em estúdio, intercaladas com filmagens reais da cidade.
O filme também conta com a participação de Carmen Miranda em um papel coadjuvante, destacando-se o número musical "Ca-Room' Pa Pa", uma versão em inglês da canção "Baião", de Humberto Teixeira e Luiz Gonzaga, adaptada por Ray Gilbert.

## Sinopse
A jovem atriz Nancy Barklay (Jane Powell) é filha de Frances Elliot (Ann Sothern), grande atriz da atualidade, e chega ao Rio planejando ser escolhida a estrela principal de uma nova produção. Porém, ela não sabe que sua mãe planeja o mesmo. Como se não bastasse, mãe e filha ainda se apaixonam pelo elegante Paul Berten (Barry Sullivan), criando outro clima de competição em busca do coração do galã. Ardente refilmagem da comédia musical It´s a Date de Deanna Durbin, Romance Carioca ainda conta com o roteiro de Sidney Sheldon, renomado autor de diversos clássicos da literatura. Presença marcante também da mundialmente famosa Carmem Miranda que faz o papel de Marina Rodrigues, protagonizando performances marcantes durante o filme.

## Elenco
- Ann Sothern — Frances Elliott
- Jane Powell — Nancy Barklay
- Barry Sullivan — Paul Berten
- Carmen Miranda — Marina Rodrigues
- Louis Calhern — Gregory Elliott
- Scotty Beckett — Scotty Sheridan
- Fortunio Bonanova — Ricardo Domingos
- Glenn Anders — Arthur Barrett
- Nella Walker — Sra. Harrison
- Hans Conried — Alfredo

## Produção
Os títulos de trabalho deste filme foram Ambassador to Brazil e His Excellency from Brazil. A dançarina e atriz Nita Bieber foi inicialmente incluída no elenco, mas sua participação não foi confirmada. Nancy Goes to Rio é um remake do filme de 1940 Rival Sublime, também baseado em uma história de Ralph Block, Frederick Kohner e Jane Hall, e estrelado por Deanna Durbin, Kay Francis e Walter Pidgeon.
Este filme marca o último trabalho da atriz Ann Sothern com a MGM, encerrando um contrato que começou em 1929. Também é o último filme de Carmen Miranda, que havia assinado com a Metro-Goldwyn-Mayer em 1948 para uma participação em O Príncipe Encantado.
O filme é dirigido por Robert Z. Leonard e produzido por Joe Pasternak, a partir de um roteiro escrito por Sidney Sheldon, baseado em uma história de Ralph Block, Frederick Kohner e Jane Hall. A direção musical é de George Stoll e conta com composições de Ira Gershwin, Giacomo Puccini, Jack Norworth e do próprio Stoll.

## Números musicais
- Embraceable You — Jane Powell
- Musetta's Waltz (La Boheme) — Jane Powell
- Yipsee-I-O — Carmen Miranda
- Baião (Ca-Room' Pa Pa) — Carmen Miranda
- Love Is Like This — Jane Powell

## Lançamento
O filme teve sua estreia em 10 de março de 1950, no Loew's State Theatre em Nova York, e foi lançado nos cinemas dos Estados Unidos em 6 de abril do mesmo ano.

## Recepção da crítica

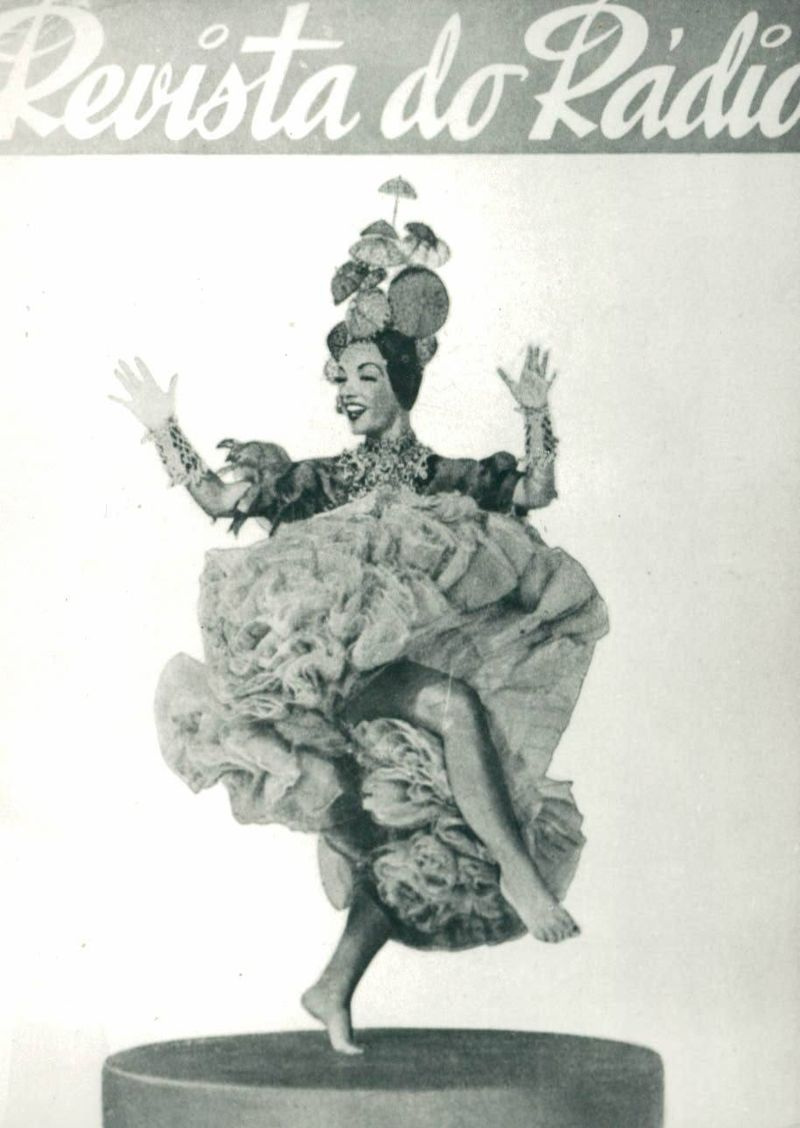
Capa da Revista do Rádio com Carmen Miranda sobre a estreia do filme Nancy Goes to Rio.

A crítica de Bosley Crowther para Nancy Goes to Rio aponta que a MGM tenta moldar Jane Powell como uma jovem estrela semelhante à Deanna Durbin, colocando-a sob a produção de Joe Pasternak e em um roteiro reminiscente de filmes de Durbin. Crowther descreve o filme como um remake fraco de It's a Date (1940). Ele critica a trama como trivial e sem força, apesar de algumas músicas agradáveis e performances carismáticas, especialmente de Powell, Ann Sothern e Louis Calhern. O filme é elogiado por números musicais como "Shine On, Harvest Moon", mas é considerado datado e sem grande substância. Crowther também menciona um mal-entendido no enredo que adiciona um humor forçado, e aponta que Powell, apesar de talentosa, está aquém de seu potencial neste tipo de filme.
A crítica da Variety descreve-o como um musical leve e brilhante, com todas as qualidades típicas do gênero, criando um espetáculo vibrante. O diretor Robert Z. Leonard é elogiado por manter o ritmo do filme dinâmico e evitar momentos pesados, garantindo que a história permaneça escapista. A coreografia de Nick Castle também é destacada por adicionar valor visual à produção.
O St. Petersburg Times elogiou Nancy Goes to Rio, destacando suas "alegres canções, trajes harmoniosos, risos em abundância e belas paisagens", tornando-o um filme "totalmente agradável". No entanto, a crítica observou que o uso do Technicolor não favoreceu Ann Sothern, fazendo-a parecer mais velha, nem Carmen Miranda, que perdeu um pouco de seu charme. Por outro lado, o Technicolor beneficiou Louis Calhern, que não era jovem, e também Jane Powell, que apareceu bem na tela.
Dave Kehr, do Chicago Reader, considera Nancy Goes to Rio uma ideia interessante para um musical da MGM, com a dinâmica de mãe e filha garimpeiras, mas aponta que a direção de Robert Z. Leonard deixa o filme sem graça. Ele menciona o elenco, que inclui Ann Sothern, Jane Powell, Barry Sullivan, Carmen Miranda (cujo tempo de carreira estava se esgotando) e Louis Calhern. Kehr também observa que o roteirista Sidney Sheldon é o responsável por esse filme, que ele descreve como o "outro lado da meia-noite" de 1950, sugerindo que o filme carece de impacto.